# Popis hrvatskih veleposlanika u Luksemburgu
Republika Hrvatska i Veliko Vojvodstvo Luksemburg održavaju diplomatske odnose od 29. travnja 1992. Sjedište veleposlanstva je u Bruxellesu.

## Veleposlanici
Hrvatska nema rezidentno veleposlanstvo u Luksemburgu. Veleposlanstvo Republike Hrvatske u Kraljevini Belgiji pokriva Veliko Vojvodstvo Luksemburg.
| Veleposlanik                | Postavljenje        | Opoziv              | Sjedište  |
| --------------------------- | ------------------- | ------------------- | --------- |
| Janko Vranyczany Dobrinović | 30. rujna 1992.     | 11. studenoga 1997. | Bruxelles |
| Željko Matić                | 11. studenoga 1997. | 1. veljače 2000.    | Bruxelles |
| Ljubomir Čučić              | 9. studenoga 2000.  | 30. srpnja 2001.    | Bruxelles |
| Ljerka Alajbeg              | 6. prosinca 2001.   | 31. srpnja 2007.    | Bruxelles |
| Boris Grigić                | 31. listopada 2007. | 31. kolovoza 2012.  | Bruxelles |
| Mario Nobilo                | 23. siječnja 2013.  | 31. kolovoza 2017.  | Bruxelles |
| Josip Paro                  | 1. rujna 2018.      |                     | Bruxelles |

## Vanjske poveznice
- Luksemburg na stranici MVEP-a